# Linda Zingerle
Linda Zingerle (San Candido, 14 de septiembre de 2002) es una deportista italiana que compite en biatlón. Es hija del biatleta Andreas Zingerle.
Ganó dos medallas de bronce en el Campeonato Europeo de Biatlón de 2025, en las pruebas de persecución y relevos.

## Palmarés internacional
| Campeonato Europeo | Campeonato Europeo | Campeonato Europeo | Campeonato Europeo |
| Año                | Lugar              | Medalla            | Prueba             |
| ------------------ | ------------------ | ------------------ | ------------------ |
| 2025               | Martello (Italia)  | Medalla de bronce  | Persecución        |
| 2025               | Martello (Italia)  | Medalla de bronce  | Relevo             |